# Вилхелм Редис
Вилхелм Редис (на немски: Wilhelm Rediess) е германски функционер от СС в Норвегия по време на нацистката окупация.

## Биография
Редис е роден в Хайнсберг, син на съдебен служител. След училище Редис става електротехник. През юни 1918 г. той се включва в германската армия, като пехотинец до края на Първата световна война през ноември 1918 г. След това работи като електротехник, докато не губи работата си в германската икономическа криза от 1929 г.
През май 1925 г. Редис се присъединява към СА и през декември 1925 г. е одобрен за членство в нацистката партия. През 1927 г. ръководи фирма „Дюселдорф“ АД и през 1930 г. е прехвърлен към СС. Той бързо се издига, като през 1935 г. е повишен в ранг на генерал-лейтенант (СС-Обергрупенфюрер).

### Втора световна война
В началото на Втората световна война Редис отговаря за прилагането на германските расови закони в Прусия, като контролира депортирането на евреи от Източна Прусия. Впоследствие му е възложена задачата да унищожи 1558 евреи, смятани за душевно болни. Редис заимства „газови ванове“ и персонал от други части на СС, предлагайки възмездие от 10 райхсмарки за всеки убит евреин. Необходими са 19 дни, за да бъдат извършени тези убийства, след което Редис се отказва от плащането.
След германското нахлуване в Норвегия, Редис е преместен там, за да работи с райхскомисар Йозеф Тербовен. През март 1941 г., цитирайки доклади на голям брой норвежки жени, забременени от германски войници, Редис изпълнява германската програма Lebensborn в Норвегия. Тази програма окуражава раждането на „расово чисти“ арийски деца, обикновено на СС войници. В крайна сметка 8000 деца са родени под егидата на тази програма, което прави Норвегия втора след Нацистка Германия при регистрирани арийски раждания по време на Втората световна война.
Редис извършва самоубийство при разпадането на Третия райх в Норвегия на 8 май 1945 г. Неговите останки са унищожени, когато Йозеф Тербовен се самоубива, тъй като детонира 50 кг динамит в бункер на състава Скагум в същия ден.